# Hải lưu Canary
Hải lưu Bắc Đại Tây Dương rẽ nhánh ở phía nam, tạo thành hải lưu Canary. Hải lưu Canary chảy về phía tây nam xa tới Sénégal thì ngoặt về hướng tây. Nhiệt độ ôn hòa do nước giàu chất dinh dưỡng nổi lên trên từ phía dưới bề mặt của hải lưu này gây ra. Hải lưu này được đặt tên theo quần đảo Canary. Luồng nước dâng lên chính nằm trong khoảng vĩ độ 23 bắc và 25 bắc. Quần đảo Canary ngăn chặn một phần dòng chảy của hải lưu Canary. Hải lưu Canary là nguyên nhân chính gây ra chuyển động nói chung theo hướng nam của vòng luân chuyển đại dương và dẫn tới sự phát triển nghề cá tại miền tây Maroc. Dòng hải lưu rộng và chuyển động chậm này được cho là đã được ngành hàng hải Phoenicia và dân cư dọc theo vùng duyên hải phía tây Maroc khai thác. Người Phoenicia cổ đại không chỉ khai thác hàng loạt loại cá trong phạm vi hải lưu này mà còn thiết lập một xí nghiệp tại Iles Purpuraires gần Essaouira ngày nay để sản xuất thuốc nhuộm tía Tyria từ loài ốc biển Murex.